# 葉護可汗
葉護可汗（Yabγu qaγan、漢音：ようこかがん、拼音：Yèhù kĕhàn、? - 587年）は、突厥の可汗。乙息記可汗の子で、沙鉢略可汗の弟。葉護可汗（原音：ヤブグ・カガン）というのは称号で、可汗になる前の官位が葉護（ヤブグ：大臣）だったため、葉護可汗と呼ばれる。姓は阿史那氏、名は処羅侯（しょらこう）という。

## 生涯
突厥の葉護（ヤブグ：大臣）となる。
隋の開皇7年（587年）、沙鉢略可汗が亡くなると、その遺言によって処羅侯が立つが、処羅侯は「木汗可汗以来、弟が後を継ぐことは、先祖の法を失っており、それではお互い敬い畏れることはできない」とし、沙鉢略可汗の子の雍虞閭に可汗位を継がせようとした。しかし、雍虞閭は「父の遺言である」としてこれを固辞した。こうして何度も譲り合った末、結局処羅侯が葉護可汗として即位し、雍虞閭は葉護となった。葉護可汗は隋に遣使を送って朝貢し、隋から旗鼓を賜い、西の阿波可汗（アパ・カガン）を西征し、阿波可汗を生け捕った。その後、葉護可汗はまた征西した際（第一次ペルソ・テュルク戦争）、流れ矢にあたって死去した。これにより突厥の国人たちは葉護の雍虞閭を頡伽施多那都藍可汗として即位させた。

## 参考資料
- 『隋書』（列伝第四十九 北狄）